# Temporada de tufões no Pacífico de 2012
A temporada de tufões no Pacífico de 2012 foi um pouco abaixo da média, mas destrutiva, embora bastante ativa desde 2004. Produziu 25 tempestades nomeadas, quatorze tufões e quatro tufões intensos. Foi um evento do ciclo anual de formação de ciclones tropicais, no qual ciclones tropicais se formam no oeste do Oceano Pacífico. A temporada decorreu ao longo de 2012, embora a maioria dos ciclones tropicais se desenvolvam normalmente entre maio e outubro. A primeira tempestade nomeada da temporada, Pakhar, se desenvolveu em 28 de março, enquanto a última tempestade nomeada da temporada, Wukong, se dissipou em 29 de dezembro. O primeiro tufão da temporada, Guchol, atingiu o status de tufão em 15 de junho e se tornou o primeiro supertufão do ano em 17 de junho.
O escopo deste artigo se limita ao Oceano Pacífico, ao norte do equador entre 100 ° E e o 180º meridiano. No noroeste do Oceano Pacífico, existem duas agências distintas que atribuem nomes aos ciclones tropicais, o que muitas vezes pode resultar em um ciclone com dois nomes. Agência Meteorológica do Japão(JMA) nomeará um ciclone tropical caso seja considerado como tendo velocidades de vento sustentadas de 10 minutos de pelo menos 65 km/h (40 mph) em qualquer lugar da bacia. A PAGASA atribui nomes não oficiais aos ciclones tropicais que se movem ou se formam como depressão tropical em sua área de responsabilidade, localizada entre 115 ° E – 135 ° E e entre 5 ° N – 25 ° N, independentemente de um ciclone tropical ter ou não já recebeu um nome da JMA. Depressões tropicais monitoradas pelo Joint Typhoon Warning Center dos Estados Unidos(JTWC) recebem uma designação numérica com um sufixo "W".

## Previsões sazonais
| Previsões Data        | Tempestades tropicais | Tufões totais           | Intensosd               | ECA                     | Ref   |
| --------------------- | --------------------- | ----------------------- | ----------------------- | ----------------------- | ----- |
| Média (1965–2011)     | 26,2                  | 16,3                    | 8,4                     | 295                     | [ 1 ] |
| 13 de abril de 2012   | 25,5                  | 15,6                    | 7,3                     | 262                     | [ 2 ] |
| 5 de maio de 2012     | 25,5                  | 15,6                    | 8,5                     | 300                     | [ 1 ] |
| 9 de julho de 2012    | 26,8                  | 16,7                    | 9,2                     | 324                     | [ 3 ] |
| 6 de agosto de 2012   | 27,4                  | 17,4                    | 9,3                     | 327                     | [ 4 ] |
| Outras previsões Data | Centro de previsões   | Periódo                 | Periódo                 | Sistemas                | Ref   |
| 30 de junho de 2012   | CWB                   | janeiro 1 – dezembro 31 | janeiro 1 – dezembro 31 | 23–26 tropical storms   | [ 5 ] |
| julho 2012            | PAGASA                | julho — setembro        | julho — setembro        | 7–10 ciclones tropicais | [ 6 ] |
| julho 2012            | PAGASA                | outubro — dezembro      | outubro — dezembro      | 4–7 ciclones tropicias  | [ 6 ] |
|                       | Centro de previsões   | Ciclones tropicais      | Tempestades tropicais   | Tufões                  | Ref   |
| Atividade atual:      | JMA                   | 34                      | 25                      | 14                      |       |
| Atividade atual:      | JTWC                  | 27                      | 25                      | 16                      |       |
| Atividade atual:      | PAGASA                | 17                      | 16                      | 9                       |       |

Durante cada temporada, vários serviços meteorológicos nacionais e agências científicas prevêem quantos ciclones tropicais, tempestades tropicais e tufões se formarão durante uma temporada e quantos ciclones tropicais afetarão um determinado país. Essas agências incluem o Tropical Storm Risk (TSR) Consórcio da University College London, da Philippine Atmospheric, Geophysical and Astronomical Services Administration(PAGASA) e do Escritório Central de Meteorologia de Tawain. Durante as temporadas anteriores, o Centro de Impacto Climático da Ásia-Pacífico Guy Carpenter também divulgou previsões, no entanto, eles não divulgaram uma previsão este ano, pois havia sobreestimado quantos ciclones tropicais se desenvolveriam nas últimas temporadas.
Em 20 de março, o Observatório de Hong Kong previu que a temporada de tufões em Hong Kong começaria em junho ou um pouco antes, com 5-8 ciclones tropicais passando a 500 km do território. O Consórcio TSR posteriormente divulgou a sua previsão inicial da temporada em 11 de abril, e previu que a bacia veria atividade cerca de 10% abaixo da média de 1965-2011, com 25,5 tempestades tropicais, 15,6 tufões, 7,3 tufões "intensos" e um índice ECA de cerca de 262 unidades. No final de abril, o Instituto de Tufões de Xangai da Administração Meteorológica da China (CMA-STI) previu que entre 22 e 25 tempestades tropicais se desenvolveriam na bacia durante o ano. Em 5 de maio, depois que um novo modelo de previsão foi disponibilizado, o TSR previu que a temporada agora seria quase normal, já que um novo modelo de previsão se tornou disponível, como resultado, eles aumentaram a previsão para o número de tufões intensos para 8,5 e o Índice ECA para 300 unidades. Em 21 de maio, o Departamento Meteorológico da Tailândia previu que uma ou duas tempestades tropicais afetariam a Tailândia em 2012. Eles previram que uma passaria pelo Vietname e afetaria a Alta Tailândia durante agosto ou setembro, enquanto o outro deveria se mover pelo sul da Tailândia durante outubro ou novembro.
No final de junho, depois que seis tufões se formaram, o Central Weather Bureau de Taiwan previu que a temporada ficaria perto ou abaixo de sua média de 25,7 com 23 - 26 tempestades tropicais ocorrendo na bacia durante 2012. Previa-se que entre três e cinco dos sistemas afetariam Taiwan, em comparação com uma média de cerca de 3,6.  Em sua atualização de previsão de julho, o TSR aumentou a sua previsão e agora previa que a bacia veria atividade cerca de 10% acima da média de 1965-2011 com 26,8 tempestades tropicais, 16,7 tufões, 9.2 tufões "intensos" e um índice ECA de cerca de 324 unidades. Este aumento foi atribuído à expectativa de que as temperaturas da superfície do mar fossem mais altas do que se pensava anteriormente. Em julho - a Perspectiva do clima sazonal de dezembro, PAGASA previu a probabilidade de 7 a 10 ciclones tropicais se desenvolvam dentro ou entrem na área de responsabilidade das Filipinas entre julho e setembro, enquanto 4 - 7 estavam previstos para ocorrer entre outubro e dezembro. Em 6 de agosto, o TSR ajustou a sua previsão, mas ainda esperava que a atividade ficasse 10% acima da média de 1965-2011 com 27,4 tempestades tropicais, 17,4 tufões, 9,3 tufões "intensos" e um índice ECA de cerca de 327 unidades.

## Resumo da temporada
A primeira tempestade nomeada da temporada, Pakhar, desenvolveu-se em 28 de março, enquanto a última tempestade nomeada, Wukong, se dissipou em 29 de dezembro. A temporada tornou-se muito ativa entre meados de julho e meados de agosto, com nove tempestades nomeadas formadas durante o período. Vicente sofreu uma intensificação explosiva e atingiu o oeste do Delta do Rio das Pérolas como um forte tufão. Damrey tornou-se um tufão no Mar Amarelo e se tornou o ciclone tropical mais intenso a atingir a costa ao norte do rio Yangtze desde 1949. O tufão Haikui, embora centrado longe das Filipinas, matou pelo menos 89 pessoas no país. O tufão Tembin afetou Taiwan duas vezes por causa de seu ciclo ciclônico.
Do final de agosto a setembro, três tufões muito poderosos, Bolaven, Sanba e Jelawat, atingiram de forma sucessiva e direta a Ilha de Okinawa. Em outubro, os remanescentes da Tempestade tropical severa Gaemi chegaram à Baía de Bengala e voltaram a se intensificar em uma profunda depressão antes de atingir Bangladesh. Em dezembro, o tufão Bopha, um ciclone tropical de latitude muito baixa, mas muito poderoso, causou danos catastróficos em Mindanao, nas Filipinas. O Bopha matou 1 901 pessoas e custou US $ 1,16 mil milhão (2012 USD) nas Filipinas, tornando-se a tempestade mais mortal do mundo no ano e o segundo tufão filipino mais caro da história, superado apenas pelo tufão Haiyan na temporada seguinte.

## Sistemas

### Depressão tropical 01W
No início de 17 de fevereiro, o JMA informou que uma depressão tropical havia se desenvolvido, cerca de 800 km ao sudeste de Manila, na ilha filipina de Luzon. Durante esse dia, a depressão moveu-se para o oeste, antes que o Joint Typhoon Warning Center iniciasse os avisos às 1500 UTC e designou o sistema como Tropical Depression 01W. No entanto, seis horas depois, o JTWC emitiu seu comunicado final, visto que o cisalhamento vertical começou a aumentar e, depois, não encontrou nenhuma convecção profunda perto do centro de circulação de baixo nível do sistema durante uma reavaliação da estrutura de baixo nível das depressões. Nos dias seguintes, o JMA continuou a monitorar a depressão antes que ela fosse observada pela última vez em 20 de fevereiro.

As fortes chuvas associadas às faixas externas do sistema desencadearam inundações generalizadas e vários deslizamentos de terra no oeste das Filipinas. No total, quatro pessoas morreram e outra ficou ferida. No geral, mais de 7 500 pessoas foram afetadas pela tempestade e as perdas econômicas ficaram em $ 40,1 milhões (US $ 946.000).

### Tempestade tropical Pakhar
Em 17 de Março, uma perturbação tropical formou-se a noroeste de Palau, e foi localizada numa área de cisalhamento moderado do vento vertical com temperaturas desfavoráveis à superfície do mar. Devido a um sistema de alta pressão que se estendia para o Vietname, formando-se até o nordeste do sistema, a perturbação tropical durante os próximos dias lentamente cruzou a região de Visayas e Palawan. No dia 24 de março, a JMA atualizou o sistema para uma depressão tropical, mas em 25 de março rebaixou-o de volta para uma perturbação tropical, devido ao colapso exterior de bandas de chuva, e o exposto baixo nível de circulação do centro. No início de 26 de março, a AMJ classificou a perturbação tropical para uma depressão tropical novamente, por causa do cisalhamento do vento vertical baixo e das temperaturas favoráveis à superfície do mar do Sul da China, permitindo que o sistema se reorganizasse.
Em 28 de março, o JTWC emitiu um TCFA sobre a depressão tropical, já que seu LLCC começou a se consolidar mais. No início de 29 de março, o JMA transformou a depressão tropical em tempestade tropical e a chamou de Pakhar, porque a convecção da tempestade envolveu completamente o centro de circulação. No início de 30 de março, o JTWC atualizou o Pakhar para um tufão de categoria 1, quando um olho de ciclone se formou. Por causa da interação terrestre e temperaturas mais frias da superfície do mar, o JTWC rebaixou Pakhar a uma tempestade tropical severa, no início de 31 de março. Em 1 de abril, Pakhar atingiu a costa perto de Vũng Tàu, no Vietname, com rajadas de 132 km/h, e começou a enfraquecer. No início do dia 2 de abril, o JMA relatou que Pakhar havia enfraquecido para uma depressão tropical, antes de informarem mais tarde naquele dia que o sistema havia se dissipado no Camboja.
Embora o Pakhar não tenha afetado as Filipinas como um ciclone tropical, seu precursor produziu fortes chuvas em parte do país. As inundações ocorreram em diferentes partes do centro e do sul de Luzon e na região de Visayas ao norte.  Em Basud, Camarines Norte, 128 famílias tiveram que ser evacuadas devido às enchentes. Alguns deslizamentos resultaram das chuvas, danificando ou destruindo algumas casas. Em toda a região afetada, cinco pessoas foram mortas e três outras foram listadas como desaparecidas. No Vietname, dez pessoas morreram e várias outras ficaram feridas devido a enchentes e ventos fortes. A área mais atingida foi a província de Khánh Hòa, onde a tempestade atingiu o continente. Cerca de 4 400 casas foram danificadas na região pela tempestade e milhares de hectares de arrozais foram inundados.  Na cidade de Ho Chi Minh, as autoridades relataram que 600 casas e escolas foram destruídas. O dano total foi finalizado em ₫ 1,12 trilhões (US $ 53,9 milhão).  Os remanescentes do sistema trouxeram chuvas para partes do Camboja, Laos e Tailândia.

### Tempestade tropical severa Sanvu
Em 20 de maio, a AMJ informou que uma depressão tropical havia se desenvolvido a cerca de 525 km a sudeste de Guam. Durante 21 de maio, o JTWC também classificou o sistema para uma depressão tropical mais tarde. No início de 22 de maio, a AMJ classificou o sistema como uma tempestade tropical e o nomeou Sanvu. No final de 23 de maio, o JTWC classificou Sanvu como um tufão de categoria 1, pois o sistema tornou-se compacto e mais organizado como um olho estava se formando. Depois de ser classificado como uma tempestade tropical severa pela AMJ no final de 24 de maio, O olho de Sanvu passou diretamente sobre Iwo Jima no final de 25 de maio. Em 26 de maio, vento forte vertical, a temperatura fria da superfície do mar causou convecção mais fraca em torno de Sanvu, e o olho começou a dissipar-se. O JTWC desclassificou Sanvu para uma tempestade tropical no final de 26 de maio, seguido pela AMJ no início de 27 de maio, quando o centro de circulação do sistema começou a ficar exposto. No final de 27 de maio, a AMJ informou que Sanvu havia degenerado em uma baixa extratropical, antes que os remanescentes dissipassem durante 30 de maio.
Sanvu trouxe rajadas de vento da força da tempestade tropical e entre 38-51 mm de chuva para partes de Guam e das Ilhas Marianas do Norte. No entanto, o único dano relatado foi em Guam, onde a queda dos membros das árvores causou cerca de US $20.000 de danos em linhas de energia.

### Tufão Mawar (Ambo)
Em 14 de junho, uma área de baixa pressão dentro da depressão das monções formou-se a leste de Ainão, China. Em 16 de junho, a área de baixa pressão começou a absorver a convecção circundante da calha de dissipação de monção e começou a se organizar, promovendo o JMA e o HKO para atualizar o sistema para uma depressão tropical mais tarde naquele dia. Em 17 de junho, o HKO levantou o sinal Standby, nº 1, já que a depressão tropical estava centrada a cerca de 470 quilômetros de Hong Kong, e o JTWC emitiu um TCFA no sistema. Mais tarde no mesmo dia, o JMA atualizou o sistema para uma tempestade tropical e chamou-o de Talim, e o JTWC atualizou Talim para uma depressão tropical. Em 18 de junho, o JTWC transformou Talim em uma tempestade tropical. Em 19 de junho, quando o HKO levantou o sinal de Vento Forte, nº 3, o cisalhamento do vento vertical moderado do norte empurrou a convecção de Talim para o sul. Mais tarde naquele dia, o JMA atualizou Talim para uma tempestade tropical severa, mas o JMA rebaixou para uma tempestade tropical no início de 20 de junho, quando o LLCC foi totalmente exposto. No entanto, a convecção de Talim logo envolveu o centro, quando começou a se fundir com uma calha de monção. Mais tarde, o PAGASA atribuiu o nome local Carina no sistema, uma vez que entrou brevemente na Área de Responsabilidade das Filipinas. No final de 20 de junho, tanto o JMA quanto o JTWC rebaixaram Talim para depressão tropical, com o enfraquecimento do sistema no Estreito de Taiwan. Pouco depois, a depressão tropical foi absorvida pelo mesmo vale das monções que deu origem a Talim. Em toda a China, 1 pessoa foi morta e as perdas econômicas totais foram contadas como CNY 2,25 mil milhões (US $ 354 milhões).
Mawar trouxe chuvas torrenciais para partes das Filipinas, incluindo a região de Bicol, enquanto aumentava a monção do sudoeste, que causou atrasos e cancelou voos. Na região de Bicol, mais de 332 passageiros ficaram presos nos portos devido a Mawar. Diferentes voos domésticos e internacionais foram forçados a desviar na Base Aérea de Clark em vez de NAIA devido ao mau tempo. Alguns outros voos também foram cancelados. Pelo menos três foram declarados mortos devido às chuvas trazidas por Mawar.

### Tufão Guchol (Butchoy)
No final de 7 de junho, uma perturbação tropical formou-se a sudeste de Pohnpei. No final de 8 de junho, o Joint Typhoon Warning Center (JTWC) emitiu um alerta de formação de ciclone tropical sobre o sistema, mas cancelou-o no final de 9 de junho. A Agência Meteorológica do Japão (AMJ) classificou a área de baixa pressão para uma depressão tropical em 10 de junho, assim como o JTWC no início de 11 de junho. No dia seguinte, o JTWC classificou o sistema para uma tempestade tropical, e mais tarde a AMJ também classificou o sistema para uma tempestade tropical. No início de 14 de junho, a AMJ classificou Guchol como uma tempestade tropical severa, e a administração de Serviços atmosféricos, geofísicos e astronômicos das Filipinas (PAGASA) atribuiu-lhe o nome local de Butchoy, uma vez que o sistema entrou na área de responsabilidade das Filipinas. Mais tarde naquele dia, o JTWC classificou Guchol para um tufão de categoria 1, quando a convecção começou a se organizar. Ele continuou a se intensificar em um tufão de categoria 2 em 15 de junho, como se tornou mais organizado e começou a desenvolver mais convecção.
Com Guchol passando por uma rápida intensificação com um olho bem definido em 16 de junho, a AMJ classificou o sistema para um tufão no início daquele dia, e o JTWC classificou o sistema para um tufão de categoria 3, e mais tarde para um super tufão de categoria 4. Guchol atingiu o pico de intensidade no final de 17 de junho, antes de começar a sofrer um ciclo de substituição da parede do olho quando a tempestade começou a se enfraquecer sob um cisalhamento moderado do vento vertical em 18 de junho, e mais tarde começou sua transição extratropical. O JTWC desclassificou Guchol para uma tempestade tropical em 19 de junho, quando fez desembarque sobre a Península de Kii no Japão. Mais tarde naquele dia, a AMJ desclassificou Guchol para uma tempestade tropical severa, ao se mover sobre o Japão. Em 20 de junho, a AMJ emitiu seus últimos alertas em Guchol, uma vez que se tornou um ciclone extratropical a nordeste do Japão.
Entre 14 e 18 de junho, Guchol intensificou a monção sudoeste sobre as Filipinas, resultando em chuvas generalizadas. No entanto, os efeitos dessas chuvas foram limitados e apenas uma fatalidade ocorreu. No Japão, as companhias aéreas cancelaram 420 voos domésticos e internacionais devido aos ventos fortes, afetando 32.600 passageiros. A cidade de Nachikatsuura, cerca de 400 quilômetros a sudoeste de Tóquio, ordenou que cerca de 1.600 moradores fossem evacuados, alertando para o perigo de deslizamentos de terra provocados por fortes chuvas, informaram os meios de comunicação. Pelo menos duas pessoas foram mortas e outras oito ficaram feridas em todo o país. As perdas econômicas totais foram estimadas em mais de ¥8 bilhões (US $ 100 milhões).

### Tempestade tropical severa Talim (Carina)
No dia 25 de junho, o JMA começou a monitorar uma depressão tropical que havia se desenvolvido, durante o vale das monções cerca de 1 585 km ao sudeste de Manila, Filipinas. Durante esse dia, a depressão moveu-se para noroeste e consolidou-se ainda mais antes, no dia seguinte, o PAGASA passou a monitorá-la como depressão tropical Dindo. Mais tarde naquele dia, o JMA atualizou o sistema para uma tempestade tropical e o nomeou Doksuri, e o JTWC atualizou Doksuri para uma depressão tropical. Mais tarde no mesmo dia, o JTWC transformou Doksuri em uma tempestade tropical. Em 27 de junho, o centro de circulação de baixo nível de Doksuri ficou exposto devido ao cisalhamento moderado do vento leste. Em 28 de junho, o JTWC rebaixou Doksuri a uma depressão tropical, quando o centro de circulação exposto do sistema começou a passar por um ciclo incomum de substituição do centro de circulação, que envolve um centro de circulação a ser substituído por outro novo centro de circulação. No final de 29 de junho, Doksuri atingiu a costa de Nanshui, Zhuhai, Guangdong, China. Durante o dia 30 de junho, o JMA relatou que Doksuri enfraqueceu para uma depressão tropical, antes de relatar que a depressão havia se dissipado naquele dia. Em Macau, a tempestade causou danos menores ao telhado.

### Tempestade tropical Doksuri (Dindo)
Em 25 de junho, a AMJ começou a monitorar uma depressão tropical que havia se desenvolvido, dentro do cavado das monções a cerca de 1.585 km a sudeste de Manila, Filipinas. Durante esse dia, a depressão se moveu para noroeste e se consolidou ainda mais antes, durante o dia seguinte, a PAGASA começou a monitorá-la como depressão tropical Dindo. Mais Tarde naquele dia, o JMA atualizou o sistema para uma tempestade tropical e nomeou-o Doksuri, e o JTWC atualizou Doksuri para uma depressão tropical. No mesmo dia, o JTWC classificou Doksuri para uma tempestade tropical. Em 27 de junho, O centro de circulação de baixo nível do Doksuri ficou exposto devido ao cisalhamento moderado do vento leste. Em 28 de junho, o JTWC desclassificou Doksuri para uma depressão tropical, quando o centro de circulação exposto do sistema começou a passar por um ciclo incomum de substituição do centro de circulação, que envolve um centro de circulação a ser substituído por outro novo centro de circulação. No final de 29 de junho, Doksuri fez desembarque sobre Nanshui, Zhuhai, Guangdong, China. Durante 30 de junho, a AMJ informou que o Doksuri se tinha enfraquecido para uma depressão tropical, antes de relatar que a depressão havia se dissipado mais tarde naquele dia. Em Macau, a tempestade causou pequenos danos no telhado.

### Tempestade tropical severa Khanun (Enteng)
No final de 12 de julho, um grande aglomerado de trovoadas associadas a um nível superior baixo formou uma área de baixa pressão fraca a noroeste de Guam. Em 13 de julho, a baixa do núcleo frio separou-se com a baixa do núcleo quente e a convecção do núcleo quente começou a se organizar, o que levou a AMJ a atualizar o sistema para uma depressão tropical no final de 14 de julho. No início de 15 de julho, o JTWC emitiu um TCFA sobre o sistema, e ele classificou o sistema para uma depressão tropical mais tarde naquele dia. Em 16 de julho, a AMJ classificou o sistema como uma tempestade tropical. Mais tarde no mesmo dia, o JTWC atualizado Khanun para uma tempestade tropical; também, a PAGASA chamado de Enteng como o sistema brevemente passado o canto das Filipinas Área de Responsabilidade. No final de 17 de julho, a AMJ classificou Khanun para uma tempestade tropical severa, com o centro de Khanun passando por Okinoerabujima. Em 18 de julho, a AMJ classificou Khanun para uma tempestade tropical, antes do sistema passar por Jeju. Khanun enfraqueceu-se para uma depressão tropical perto da Zona Desmilitarizada coreana no início de 19 de julho, e tornou-se pós-tropical no mesmo dia.
A tempestade matou pelo menos uma pessoa na Coreia do Sul, enquanto na Coreia do Norte, a mídia estatal informou que pelo menos sete pessoas foram mortas na província de Kangwon, com uma oitava fatalidade relatada em outros lugares. Disse que a tempestade causou danos significativos, destruindo 650 moradias, 30 edifícios públicos, ferrovias, estradas, pontes e vários sistemas. As inundações também inundaram quase 3.870 casas, deixando mais de 16 250 pessoas desabrigadas.
Em 29 de julho, o governo norte-coreano aumentou drasticamente o número de mortos no país para 88, com mais 134 feridos. A maior perda de vidas humanas foi em dois condados da província de Pyongan do Sul. Pelo menos 63.000 ficaram desabrigados pelas enchentes, enquanto mais de 30 000 hectares de terra para cultivo foram submersos e irão aumentar o medo de outra fome iminente no país. Trezentos edifícios públicos e 60 fábricas foram danificados durante a tempestade.

### Tufão Vicente (Ferdie)
Originalmente a grande área da convenção de Khanun em 16 de julho, a JMA atualizou o sistema para uma depressão tropical em 18 de julho. Em 20 de julho, o JTWC emitiu um TCFA no sistema; breve, o PAGASA a atualizou para uma depressão tropical e a chamou de Ferdie. O JTWC também atualizou o sistema para uma depressão tropical no final do mesmo dia. Depois que o sistema mudou para o Mar da China Meridional em 21 de julho, o JMA atualizou o sistema para uma tempestade tropical e o nomeou Vicente, mesmo fez o JTWC.

### Tufão Kai-tak (Helen)
O cavado monsoonal gerou uma perturbação tropical no início de 10 de agosto, que tinha organizado convecção e uma circulação fraca. No início de 12 de agosto, a Agência Meteorológica do Japão (AMJ) começou a seguir o sistema como uma depressão Tropical fraca com ventos inferiores a 30 nós. A administração de Serviços atmosféricos, geofísicos e astronômicos das Filipinas (PAGASA) começou a emitir avisos sobre o sistema, nomeando-o Helen. Naquele dia, o JTWC também deu início a alertas sobre a depressão tropical 14W. No início de 13 de agosto, a AMJ classificou a depressão para a tempestade Tropical Kai-tak. e 9 horas depois, o JTWC seguiu o mesmo. Mais tarde, no mesmo dia, a AMJ classificou-a como uma tempestade Tropical severa. Em 15 de agosto, a convecção aumentou à medida que o fluxo de saída melhorava, e o JTWC classificou Kai-tak como um tufão. A tempestade continuou em direção à China, com o aprofundamento da convecção devido à diminuição do cisalhamento do vento. No entanto, foi apenas às 00:00 UTC de 16 de agosto quando a JMA declarou oficialmente Kai-tak um tufão. Ao mesmo tempo, a PAGASA emitiu seu último Aviso sobre Kai-tak, também conhecida como Helen, localmente, como deixou a área de Responsabilidade Filipina.
Na manhã de 17 de agosto, Kai-tak atingiu a península de Leizhou, no sul da China, como um tufão. Em 6 horas, Kai-tak fez um segundo landfall na costa nordeste do Vietname e enfraqueceu ligeiramente para uma tempestade tropical. Mais tarde naquela noite, o JTWC emitiu seu aviso final sobre o sistema conforme ele se enfraquecia e acelerava no interior. O JMA parou de rastrear a tempestade na manhã seguinte, não mais considerando-a um ciclone tropical.
Em 23 de julho, devido ao fraco cisalhamento do vento vertical e à alta temperatura da superfície do mar, Vicente começou a sofrer uma intensificação explosiva que levou a JMA a transformar Vicente em um tufão, e o JTWC elevou Vicente a um tufão de categoria 4 mais tarde. Às 16:45 UTC, o HKO emitiu o Hurricane Signal, No. 10, o primeiro desde o Typhoon York em 1999. Mais tarde, o tufão Vicente atingiu Taishan em Guangdong, China. Devido à interação da terra, o JMA rebaixou Vicente a uma tempestade tropical severa no início de 24 de julho, e o JTWC rebaixou Vicente a um tufão de categoria 3 Mais tarde no mesmo dia, o JMA rebaixou Vicente a uma depressão tropical.

### Tufão Tembin (Igme)
Em 16 de agosto, uma perturbação tropical formou-se a sudeste de Taiwan. Em 17 de agosto, a AMJ mencionou-o como uma depressão tropical, uma vez que uma alta subtropical empurrou o sistema para sul. O JTWC emitiu um TCFA sobre o sistema no final de 18 de agosto; no dia seguinte, o JMA classificou o sistema para uma tempestade tropical e o nomeou Tembin, e o JTWC classificou o sistema para uma depressão tropical. Em breve, a PAGASA também classificou o sistema para uma depressão tropical e o nomeou Igme. Em 20 de agosto, Tembin entrou em um período de intensificação explosiva por excelente fluxo duplo de saída., o JTWC também classificou o JTWC para um tufão.
Em 22 de agosto, Tembin começou a sofrer um ciclo de substituição da parede do olho, uma vez que se enfraqueceu para um tufão de categoria 1. Em 23 de agosto, Tembin se intensificou para um tufão de categoria 3, antes de fazer desembarque sobre Pingtung, Taiwan, mais tarde no mesmo dia. Devido a uma pequena interação por terra, a AMJ desclassificou Tembin para uma tempestade tropical severa no início de 24 de agosto, e mais tarde o JTWC desclassificou-o para uma tempestade tropical. logo, o JTWC classificou Tembin para um tufão quando se mudou para o mar do Sul da China. No final de 25 de agosto, a AMJ classificou Tembin para um tufão novamente, e o sistema intensificou-se para um tufão de categoria 2 no dia seguinte.depois, o tufão Tembin interagiu com o tufão Bolaven (Julian). Nos dias seguintes, Tembin fez um loop no sentido anti-horário para oeste, voltando para a área de Responsabilidade Filipina (PAR) no processo, causando mais chuvas nas Filipinas. Depois disso, Tembin enfraqueceu-se para uma tempestade tropical em 28 de agosto e virou para Norte-Nordeste. Em 30 de agosto, Tembin fez "landfall" na Coreia do Sul e se tornou uma tempestade extratropical, antes de se dissipar dois dias depois.

### Tufão Bolaven (Julian)
Formando-se como uma depressão tropical em 19 de agosto ao sudoeste das Ilhas Marianas, Bolaven intensificou-se continuamente à medida que se movia lentamente para oeste-noroeste em uma região que favorecia o desenvolvimento tropical. O sistema foi logo atualizado para uma tempestade tropical menos de um dia após a formação e posteriormente para um tufão em 21 de agosto. O fortalecimento tornou-se mais gradual depois disso, à medida que Bolaven crescia. Em 24 de agosto, o sistema atingiu seu pico de intensidade com ventos de 185 km/h (115 mph) e uma pressão barométrica de 910 mbar ( hPa ; 26,87 inHg ). Enfraquecendo apenas ligeiramente, a tempestade passou diretamente sobre Okinawa em 26 de agosto e começou a acelerar em direção ao norte. O enfraquecimento constante continuou à medida que o Bolaven se aproximava da Península Coreana e finalmente atingiu a Coreia do Norte no final de 28 de agosto, antes de se transformar em um ciclone extratropical. Os remanescentes rapidamente seguiram para o nordeste e foram notados pela última vez no Extremo Oriente russo.
Embora Bolaven tenha atingido as ilhas Ryukyu como um poderoso tufão, os danos foram menores do que o esperado. Relativamente poucos edifícios foram danificados ou destruídos em toda a região. Os efeitos mais significativos decorreram de fortes chuvas, no valor de 551,5 mm, que causou enchentes repentinas e deslizamentos de terra. Uma pessoa se afogou em Amami Ōshima depois de ser arrastada por um rio cheio. No Japão continental, duas pessoas morreram afogadas após serem arrastadas pelo mar agitado. Na Coreia do Sul, 19 pessoas morreram na tempestade. Muitos edifícios foram danificados e cerca de 1,9 milhões de casas ficaram sem energia. As perdas no país chegaram a ₩ 420 mil milhões (US $ 374,3 milhões), a maioria dos quais devido à destruição de pomares de maçã. Danos significativos também ocorreram na Coreia do Norte, onde pelo menos 59 pessoas foram mortas e outras 50 desapareceram. Além disso, 6 700 casas foram destruídas. No mar, nove pessoas morreram afogadas após o naufrágio de dois navios chineses. As perdas econômicas totais na China foram estimadas em CNY 19,82 mil milhões (US $ 3,126 mil milhões).

### Tufão Sanba (Karen)
Uma área de baixa pressão formou-se a leste de Palau em 9 de setembro.. Em 10 de setembro, tanto a AMJ quanto o JTWC classificou o sistema para uma depressão tropical. À medida que o sistema entrou no PAR no início de 11 de setembro, a PAGASA nomeou-o Karen. Ao mesmo tempo, a AMJ classificou o sistema para uma tempestade tropical e o nomeou Sanba, e o JTWC também classificou o sistema para uma tempestade tropical mais tarde. No final de 12 de setembro, Sanba começou uma intensificação explosiva, levando a AMJ a atualizá-la para uma tempestade tropical severa e até mesmo um tufão mais tarde. Em 13 de setembro, o JTWC informou que Sanba se fortaleceu para um super tufão de categoria 5, e se intensificou para o tufão mais forte desde Megi em 2010. Em 15 de setembro, quando o sistema começou a se enfraquecer para um tufão de categoria 3, a parede do olho bem definida dissipou-se, e começou a passar por um ciclo de substituição da parede do olho, e logo acabou com um olho de 70 quilômetros de largura. Em 17 de setembro, às 01:00 (UTC) Sanba fez "landfall" sobre a Coreia.
Na província de Kochi, no Japão, 222 ha de terra agrícola foram danificados pela tempestade, com perdas alcançando ¥50 milhões (US$640 mil). Em Okinawa, os danos à agricultura, silvicultura e pesca ascenderam a ¥900 milhões (US$11,5 milhões)..

### Tufão Jelawat (Lawin)
No final de 17 de setembro, uma perturbação tropical formou-se a leste de Guam. No início de 20 de setembro, a AMJ classificou a área de baixa pressão para uma depressão tropical, logo após o JTWC emitir um TCFA sobre o sistema. Oito horas depois, a PAGASA também classificou o sistema para uma depressão tropical chamada Lawin, antes do JTWC também classificou o sistema para uma depressão tropical. No final do mesmo dia, a AMJ classificou o sistema para uma tempestade tropical e o nomeou Jelawat, assim como o JTWC. Meio dia depois, a AMJ classificou Jelawat para uma tempestade tropical severa em 21 de setembro. No início de 23 de setembro, JTWC classificou Jelawat para um tufão quando começou a sofrer uma intensificação explosiva, de um tufão de categoria 1 para um tufão de categoria 4 em 12 horas. No início de 25 de setembro, Jelawat desenvolveu um olho de 50 quilômetros de largura (31 mi) após alguns pequenos ciclos de substituição da parede ocular, o JTWC classificou o sistema para um Super tufão de categoria 5. Em 26 de setembro, o JTWC desclassificou o sistema para um super tufão de categoria 4, e logo começou a passar por seu quarto ciclo de substituição da parede ocular, que durou 15 horas. O olho acabou a 70 km de diâmetro. Em 28 de setembro, o furacão atingiu Taiwan em intensidade de tufão. 12 horas depois, o sistema enfraqueceu-se para um tufão de categoria 3 e categoria 2 no dia seguinte devido a temperaturas frias na superfície do mar, e em seguida para um tufão de categoria 1.em 30 de setembro, fez um desembarque no Japão, e em 1 de outubro o sistema tornou-se um ciclone extratropical.

### Tempestade tropical severa Ewiniar
No início de 22 de setembro, uma perturbação tropical formou-se a oeste de Guam, fora da zona de Convergência Intertropical, e a AMJ classificou-a para uma depressão tropical no dia seguinte. Em 24 de setembro, o JTWC classificou o sistema para uma depressão tropical, uma vez que se tornou mais bem organizado, no entanto, o centro de circulação de baixo nível permaneceu exposto, devido ao cisalhamento do vento de Jelawat, que empurrou a convecção para leste do sistema, e impediu que se fortalecesse mais rapidamente. Em 24 de setembro, o JTWC classificou o sistema para uma tempestade tropical mínima e o nomeou Ewiniar, já que o sistema começou a se afastar de Jelawat, o que lhe permitiu fortalecer-se. Em 27 de setembro, com o sistema longe da saída de Jelawat, o centro de circulação de baixo nível exposto foi envolvido com convecção, e a AMJ classificou o sistema para uma tempestade tropical severa. Uma pequena característica parecida com os olhos apareceu na imagem de satélite de Ewiniar. Em 29 de setembro, o sistema ficou totalmente exposto, com a convecção sendo levada por um forte cisalhamento vertical do vento. Tornou-se extratropical no dia seguinte.

### Tempestade tropical severa Maliksi
Em 27 de setembro, uma grande perturbação tropical formou-se perto de Chuuk. Em 29 de setembro, a AMJ classificou o sistema para uma depressão tropical. Em 1 de outubro, O sistema tornou-se uma tempestade tropical e recebeu o nome de Maliki. A grande tempestade desenvolveu um centro de circulação de nível médio, com imagens de satélite de microondas mostrando que a tempestade havia se tornado menos organizada durante as horas da manhã de 2 de outubro porque ela havia se tornado um pouco alongada e em 3 de outubro, a AMJ classificou a tempestade para uma tempestade Tropical severa, e o centro da tempestade logo passou para Iwo. O cisalhamento do vento e as condições desfavoráveis o enfraqueceram quando começou a transição para um sistema extratropical. Em 4 de outubro, tornou-se totalmente extratropical, com cisalhamento de vento do Sudoeste, que empurrou a maior parte dos aguaceiros e trovoadas para nordeste do centro de circulação.

### Tempestade tropical severa Gaemi (Marce)
Em 29 de setembro, a AMJ informou que uma depressão tropical que havia se desenvolvido dentro do cavado das monções, a cerca de 745 km a noroeste da cidade de Ho Chi Minh, no sul do Vietname. À medida que a depressão tropical se organizava, grandes e poderosas tempestades com nuvens muito frias de temperaturas mais altas (mais frias do que-63F/-52 C) cercavam o centro da circulação, indicando que a tempestade estava se organizando e fortalecendo. O sistema permaneceu quase parado durante as 12 horas seguintes, devido ao fraco ambiente de direção. Em 1 de outubro, O sistema fortaleceu-se para uma tempestade tropical, e foi nomeado "Gaemi" pela AMJ, e logo se fortaleceu para uma tempestade Tropical severa em 3 de outubro. A PAGASA atribuiu o nome local Marce quando entrou na área de Responsabilidade Filipina (PAR) em 3 de outubro, com as terras de chuva externas da tempestade caindo chuvas por toda Luzon, causando enchentes e provocando suspensões de classe. O JTWC originalmente antecipou que a tempestade se fortaleceria para um tufão de categoria 1, no entanto, em 4 de outubro, cisalhamento moderado do vento vertical vindo do leste soprou a convecção do sistema para longe, seu centro de circulação de baixo nível ficou totalmente exposto. Gaemi fez um grande loop ciclônico durante a sua vida, e em 6 de outubro, às 11: 00 (UTC), Gaemi fez um desembarque sobre o sul de Tuy Hòa, Vietnã como uma tempestade tropical. Os remanescentes trouxeram chuva pesada sobre a Tailândia, e gerou uma área de convecção que se desenvolveu na depressão BOB 01 na Baía de Bengala.

### Tufão Prapiroon (Nina)
Em 5 de outubro, a AMJ começou a monitorar uma depressão tropical que havia se desenvolvido a cerca de 115 km a nordeste de Hagåtña, Guam. Em 7 de outubro, a AMJ classificou a depressão tropical como uma tempestade tropical, e a nomeou de Prapiroon. A PAGASA também atribuiu o nome local Nina como o sistema entrou na área de Responsabilidade Filipina (PAR).como a AMJ classificou a tempestade para uma tempestade Tropical severa em 8 de outubro, a rápida convecção produziu um sistema de convecção apertada, com múltiplas faixas de convecção profundas envolvidas em um centro de circulação de baixo nível bem definido. Em 9 de outubro, o JTWC e a AMJ atualizaram o sistema para um tufão. Em 11 de outubro, O JTWC classificou Prapiroon para um tufão de categoria 2. O olho esfarrapado logo se tornou bem definido como visto em imagens de Microondas mais tarde naquele dia, e logo foi atualizado ainda mais para um tufão de categoria 3. Em 15 de outubro, quando o sistema foi empurrado para o sul, por um anticiclone que veio do Norte, e fez com que ele fizesse um pequeno laço ciclônico. Em 16 de outubro, um anticiclone localizado no noroeste de Prapiroon tornou-se ligeiramente deslocado para o Sudeste, o que levou o cisalhamento do vento para a convecção da periferia norte de Prapiroon para ser empurrado para o sul, e causou uma forte saída sulista. Em 19 de outubro, Prapiroon passou a ser um ciclone extratropical, quando foi bombardeado por fortes cisalhamentos verticais de vento. Os remanescentes do centro de Prapiroon dissiparam-se completamente no início de 23 de outubro.

### Tempestade tropical severa Maria
No final de 12 de outubro, a AMJ começou a monitorar uma depressão tropical que havia se desenvolvido perto das Ilhas Marianas do Norte, a cerca de 400 km a nordeste de Guam.
Quando se moveu para oeste, se fortaleceu para se tornar a tempestade Tropical Maria em 14 de outubro. No dia seguinte, a AMJ classificou o sistema como uma tempestade tropical severa. Em 19 de outubro, o centro de circulação de baixo nível do sistema ficou totalmente exposto, com forte cisalhamento do vento corroendo todo o sistema em um vórtice exposto, quase desprovido de convecção, à medida que abrandava o movimento.no início de 20 de outubro, a AMJ informou que Maria se tinha dissipado.

### Tufão Son-Tinh (Ofel)
Em 19 de outubro, uma perturbação tropical formou-se a sudeste de Yap, e a AMJ mencionou o sistema como uma depressão tropical em 21 de outubro. Em 22 de outubro, a PAGASA começou a monitorar a depressão tropical e nomeou-a de Ofel. Em 24 de outubro, a tempestade fez desembarque sobre Leyte e virou 6 barcos em Tacloban City. A tempestade causou fortes chuvas e ventos fortes sobre as Visayas. Na noite de 24 de outubro, a tempestade quase não atingiu Cebu com chuva e ventos. As aulas na cidade de Cebu foram suspensas no dia seguinte.
As autoridades nas Filipinas confirmaram pelo menos quatro mortes – um menino de 8 anos que se afogou, dois homens esmagados por árvores em queda, e um homem idoso que morreu de hipotermia. Seis pescadores foram dados como desaparecidos e mais de 13.000 passageiros ficaram retidos em terminais de ferries e portos. Inundações generalizadas foram relatadas quando os rios rebentaram suas margens, em alguns casos subindo até 12,8 metros em 24 horas. Um navio de carga, chamado ML Lady RP II, afundou com cerca de 1.200 Sacos de copra perto de Zamboanga City no auge da tempestade. Ventos fortes descarrilaram um comboio em Quezon.
Son-Tinh atingiu a força do tufão em 27 de outubro.

### Depressão tropical 25W
No início de 12 de novembro, o JTWC informou que uma perturbação tropical havia se desenvolvido dentro de uma área de vento vertical fraco a moderado, a cerca de 315 km a sudeste de Manila, nas Filipinas. Mais tarde naquele dia, quando o sistema se moveu em direção ao noroeste, o JTWC informou que a perturbação havia se tornado uma depressão tropical antes da AMJ seguir o exemplo no início de 13 de novembro.

### Tufão Bopha (Pablo)
Em 23 de novembro, o JTWC relatou que uma grande área de convecção persistia aproximadamente 0,6 ° N do equador, ou 350 nm ao sul de Pohnpei nas Ilhas Caroline, e apelidou o sistema de Invest 90W. Sua organização melhorou continuamente nos dias seguintes sob condições favoráveis com temperaturas quentes da superfície do mar. e em 25 de novembro, tanto a JTWC quanto a JMA atualizaram seu status para depressão tropical, enquanto o JTWC a designou com 26W. Durante as primeiras horas de 26 de novembro, um anticiclone de nível superior formou-se sobre o centro com fluxo quase radial e fraco cisalhamento do vento vertical. Sob sua influência, o 26W fortaleceu-se gradualmente e adquiriu o status de tempestade tropical naquela noite. Como resultado, o JMA nomeou oficialmente a tempestade Bopha. Em 27 de novembro, uma cobertura convectiva centralizada profunda desenvolvida sobre o LLCC e o JTWC também transformou Bopha em uma tempestade tropical. Na noite de 2 de dezembro, a tempestade entrou na Área de Responsabilidade das Filipinas e foi batizada de Pablo. No final de 3 de dezembro, conforme o sistema continuava a se fortalecer, ele inesperadamente se intensificou rapidamente para um supertufão de categoria 5, quando o olho começou a ficar bem definido a 27 quilômetros de largura. Bopha atingiu o continente como um supertufão de categoria 5. Após o desembarque em Visayas e Mindanao, Bopha enfraqueceu para uma tempestade tropical ao passar pela ilha de Palawan. Em 7 de dezembro, o Bopha voltou a se intensificar rapidamente, passando de uma categoria 1 para uma categoria 4 em menos de 6 horas. No dia seguinte, enfraqueceu rapidamente de um tufão para uma tempestade tropical devido ao cisalhamento do vento vertical moderado. Em 9 de dezembro, o Joint Typhoon Warning Center emitiu seu parecer final. Mais tarde naquele dia, Bopha enfraqueceu em depressão tropical e se dissipou completamente 70 quilômetros ao norte de Binabalian, nas Filipinas.

### Tempestade tropical Wukong (Quinta)
No início de 24 de dezembro, o JMA relatou que uma depressão tropical se desenvolveu dentro de um vale de baixa pressão, cerca de 220 km ao nordeste de Palau. Durante aquele dia, a circulação de baixo nível das depressões gradualmente consolidou-se ainda mais, à medida que avançava para oeste-noroeste ao longo da borda sul da crista subtropical de alta pressão. O JTWC e a PAGASA subsequentemente iniciaram os alertas sobre o sistema com o último o nome de Quinta. No início de 25 de dezembro, o JMA relatou que a depressão se tornou uma tempestade tropical e chamou-a de Wukong, antes de relatar que o sistema havia atingido seu pico de velocidade de vento sustentada de 10 minutos de 75 km/h (47 mph).  Mais tarde naquele dia, o sistema passou sobre ou perto de várias das ilhas Visayan, antes que o JTWC relatasse que o sistema havia atingido seu pico de velocidade de vento sustentada de 1 minuto de 65 km/h (40 mph).
Durante 26 de dezembro, Wukong continuou a se mover pelas ilhas filipinas, antes que o JTWC relatasse que o sistema havia se tornado uma depressão tropical, depois que seu centro de circulação de baixo nível ficou totalmente exposto em uma área de vento vertical moderado a forte. No entanto, ao longo de 27 de dezembro, enquanto o sistema se movia pelo Mar da China Meridional e a convecção profunda se desenvolvia sobre o centro do sistema, o JMA continuou a relatar que Wukong era uma tempestade tropical. Durante o dia seguinte, o JMA relatou que o sistema havia enfraquecido em uma depressão tropical, antes que o JTWC emitisse o seu aviso final em Wukong, pois uma onda de frio no nordeste ao longo da costa do sudeste da Ásia causou a depressão ficar totalmente exposta. A depressão subsequentemente foi observada pela última vez durante o dia seguinte tanto pelo JTWC quanto pelo JMA, dissipando cerca de 190 km ao sul do Vietname.

### Outros sistemas
Em 13 de janeiro, o JMA começou a monitorar uma depressão tropical que estava localizada dentro de uma área de vento vertical moderado a forte cerca de 625 km a leste de Kuala Lumpur, na Malásia. Durante aquele dia, a depressão permaneceu quase estacionária, antes que a JMA emitisse o seu comunicado final sobre o sistema no dia seguinte, conforme o sistema se dissipava. No dia 8 de abril, o JMA passou a monitorar uma depressão tropical, que havia desenvolvido cerca de 2 000 km ao nordeste da ilha de Tarawa em Kiribati. Nos dias seguintes, a JMA continuou a monitorar a depressão, antes de ser observada pela última vez pela JMA em 11 de abril, cerca de 450 km a noroeste da Ilha Wake. No final de 28 de abril, o JMA relatou que uma depressão tropical havia se desenvolvido cerca de 460 km ao sudeste da cidade de Davao, na ilha filipina de Mindanao. No dia seguinte, a depressão moveu-se em direção ao oeste-noroeste, antes de ser observada pela última vez no início de 30 de abril, quando se dissipou perto de Mindanao.
Em 5 de agosto, o Centro de Furacões do Pacífico Central começou a monitorar uma célula TUTT que se desenvolveu em uma baixa subtropical, enquanto localizada a cerca de 400 km (250 mi) ao sudeste do Atol de Midway. Ao longo dos próximos dias, a baixa moveu-se para o oeste em direção ao Pacífico Ocidental, antes de se mover para a bacia em 7 de agosto. Enquanto continuava a se mover em direção ao oeste, o JMA relatou em 9 de agosto que a baixa se tornou uma depressão tropical. O sistema entrou novamente no Oceano Pacífico Central no início de 11 de agosto. Em 23 de agosto, o JMA relatou que uma depressão tropical havia se desenvolvido cerca de 441 km ao nordeste de Xangai, na China. Nos dias seguintes, a depressão moveu-se para o norte, antes de ser notada pela última vez pela JMA em 25 de agosto, movendo-se para a Coreia do Norte. Durante o dia 10 de setembro, o JMA começou a monitorar uma depressão tropical, que se desenvolveu em uma área de vento vertical moderado entre duas células altas troposféricas do vale cerca de 945 km ao sudeste de Tóquio, Japão. Durante aquele dia, a depressão permaneceu quase estacionária, antes de começar em 11 de setembro a se mover para o norte, pois interagia diretamente com outra área de baixa pressão, localizada a cerca de 405 km ao noroeste da depressão. Nos próximos dias, conforme a depressão se movia em direção ao noroeste, o sistema fez a transição para um ciclone subtropical, antes de ser notado pela última vez pelo JMA em 13 de setembro.

## Nomes das tempestades
No noroeste do Oceano Pacífico, a Agência Meteorológica do Japão (JMA) e a Administração de Serviços Atmosféricos, Geofísicos e Astronômicos das Filipinas atribuem nomes aos ciclones tropicais que se desenvolvem no Pacífico Ocidental, o que pode resultar em um ciclone tropical com dois nomes. RSMC Tóquio da Agência Meteorológica do Japão - O Typhoon Center atribui nomes internacionais a ciclones tropicais em nome do Comitê de Tufões da Organização Meteorológica Mundial, caso sejam julgados como tendo velocidades de vento sustentadas de 10 minutos de 65 km/h, (40 mph). Enquanto a Administração de Serviços Atmosféricos, Geofísicos e Astronômicos das Filipinas atribui nomes aos ciclones tropicais que se movem ou se formam como uma depressão tropical em sua área de responsabilidade localizada entre 135 ° E e 115 ° E e entre 5 ° N-25 ° N, mesmo que o ciclone teve um nome internacional atribuído a ele.  Os nomes de ciclones tropicais importantes foram retirados, tanto pelo PAGASA quanto pelo Comitê de Tufões.  Se a lista de nomes para a região das Filipinas se esgotar, os nomes serão retirados de uma lista auxiliar, da qual os dez primeiros são publicados a cada temporada. Os nomes não utilizados são marcados em cinzento.

### Nomes internacionais
Durante a temporada, 25 tempestades tropicais se desenvolveram no Pacífico Ocidental e cada uma foi nomeada pelo JMA, quando o sistema foi julgado como tendo velocidades de vento sustentadas de 10 minutos de 65 km/h. A JMA selecionou os nomes de uma lista de 140 nomes, que foi desenvolvida pelas 14 nações e territórios membros do Comitê de Tufões da ESCAP / OMM. Durante a temporada os nomes Pakhar, Doksuri, Haikui, Sanba, Maliksi e Son-Tinh foram usados pela primeira vez, após terem substituído os nomes Matsa, Nabi, Longwang, Chanchu, Bilis e Saomai, que foram aposentados após 2005 e Temporadas de 2006.
| Pakhar | Sanvu   | Mawar | Guchol  | Talim   | Doksuri | Khanun | Vicente   | Saola | Damrey   | Haikui | Kirogi | Kai-tak |
| Tembin | Bolaven | Sanba | Jelawat | Ewiniar | Maliksi | Gaemi  | Prapiroon | Maria | Son-Tinh | Bopha  | Wukong |         |

Após a temporada, o Comité de Tufões retirou os nomes Bopha e Vicente da sua lista de nomes e, em 2014 e 2015, os nomes foram posteriormente substituídos por Ampil e Lan para as temporadas futuras.

### Filipinas
| Ambo           | Butchoy               | Carina                 | Dindo                  | Enteng                            |
| Ferdie         | Gener                 | Helen                  | Igme                   | Julian                            |
| Karen          | Lawin                 | Marce                  | Nina                   | Ofel                              |
| Pablo          | Quinta                | Rolly                  | Siony (sem ser usado)  | Tonyo (sem usar) (sem ser usado)  |
| Ulysses        | Vicky (sem ser usado) | Warren (sem ser usado) | Yoyong (sem ser usado) | Zosimo (sem usar) (sem ser usado) |
| Auxiliary list |                       |                        |                        |                                   |
| Alakdan        | Baldo (sem ser usado) | Clara (sem ser usado)  | Dencio (sem ser usado) | Estong (sem usar) (sem ser usado) |
| Felipe         | Gardo (sem ser usado) | Heling (sem ser usado) | Ismael (sem ser usado) | Julio (sem usar) (sem ser usado)  |

Durante a temporada, a PAGASA usou seu próprio esquema de nomenclatura para os 17 ciclones tropicais, que se desenvolveram ou se moveram para sua área de responsabilidade autodefinida. Os nomes foram retirados de uma lista de nomes, que foi usada pela última vez em 2008 e está programada para ser usada novamente em 2016. Os nomes Carina e Ferdie foram usados pela primeira vez durante o ano depois que os nomes Cosme e Frank foram aposentados.  Após a temporada o nome Pablo foi aposentado pela PAGASA, pois foi responsável por mais de 300 mortes e Php 1 mil milhão em danos. Posteriormente, foi substituído na lista por Pepito.

## Efeitos sazonais
Esta tabela lista todas as tempestades que se desenvolveram no oeste do Oceano Pacífico a oeste da Linha de Data Internacional durante a temporada de 2012. Inclui sua intensidade, duração, nome, áreas afetadas, mortes e danos. Todos os valores de danos são em 2012 USD. Os danos e mortes de uma tempestade incluem quando a tempestade foi uma onda precursora ou uma baixa extratropical.
| Nome                | Datas ativo                    | Classificação máxima       | Velocidade de vento sustentados | Pressão               | Áreas afetadas                                 | Danos (USD)     | Fatalidades | Refs                         |
| ------------------- | ------------------------------ | -------------------------- | ------------------------------- | --------------------- | ---------------------------------------------- | --------------- | ----------- | ---------------------------- |
| TD                  | 13 de janeiro – 14             | Depressão tropical         | Não definido                    | 1006 hPa (29.71 inHg) | Malásia                                        | Nenhum          | Nenhum      |                              |
| 01W                 | 17 de fevereiro – 21           | Depressão tropical         | 55 km/h                         | 1004 hPa (29.65 inHg) | Filipinas                                      | $1 000 000      | 2           | [ 14 ]                       |
| TD                  | 24 de março                    | Depressão tropical         | Não definido                    | 1008 hPa (29.77 inHg) | Filipinas                                      | Nenhum          | Nenhum      |                              |
| Pakhar              | 26 de março – 2 de abril       | Tempestade tropical        | 75 km/h                         | 998 hPa (29.47 inHg)  | Filipinas, Vietnam, Camboja, Tailândia         | $48 100 000     | 9           | [ 15 ] [ 16 ] [ 18 ] [ 189 ] |
| TD                  | 8 de abril – 11                | Depressão tropical         | 55 km/h                         | 1004 hPa (29.65 inHg) | Nenhum                                         | Nenhum          | Nenhum      |                              |
| TD                  | 28 de abril – 30               | Depressão tropical         | Não definido                    | 1008 hPa (29.77 inHg) | Palau, Filipinas                               | Nenhum          | Nenhum      |                              |
| Sanvu               | 20 de maio – 27                | Tempestade tropical severa | 110 km/h                        | 975 hPa (28.79 inHg)  | Guam, Ilhas Marina                             | $20 000         | Nenhum      | [ 20 ]                       |
| Mawar (Ambo)        | 31 de maio – 6 de junho        | Tufão                      | 140 km/h                        | 960 hPa (28.35 inHg)  | Filipinas, Japão                               | Nenhum          | 3           | [ 25 ]                       |
| Guchol (Butchoy)    | 10 de junho – 20               | Tufão muito forte          | 185 km/h                        | 930 hPa (27.46 inHg)  | Ilhas Carolinas, Filipinas, Japão              | $100 000 000    | 3           | [ 26 ] [ 27 ]                |
| Talim (Carina)      | 16 de junho – 21               | Tempestade tropical severa | 95 km/h                         | 985 hPa (29.09 inHg)  | China, Taiwan                                  | $356 000 000    | 1           | [ 21 ]                       |
| Doksuri (Dindo)     | 25 de junho – 30               | Tempestade tropical        | 75 km/h                         | 992 hPa (29.29 inHg)  | Filipinas, Taiwan, China                       | $418 000        | Nenhum      | [ 190 ]                      |
| Khanun (Enteng)     | 14 de julho – 19               | Tempestade tropical severa | 95 km/h                         | 985 hPa (29.09 inHg)  | Japão, Coreia                                  | $11 400 000     | 89          | [ 53 ]                       |
| Vicente (Ferdie)    | 18 de julho – 25               | Tufão                      | 150 km/h                        | 950 hPa (28.05 inHg)  | Filipinas, China, Vietnam, Laos, Burma         | $324 238 000    | 13          | [ 21 ]                       |
| Saola (Gener)       | 26 de julho – 4 de agosto      | Tufão                      | 130 km/h                        | 960 hPa (28.35 inHg)  | Filipinas, Taiwan, Japão, China                | $2 948 740 000  | 86          | [ 191 ] [ 192 ] [ 21 ]       |
| Damrey              | 27 de julho – 4 de agosto      | Tufão                      | 130 km/h                        | 965 hPa (28.50 inHg)  | Japão, China, Coreia do Sul                    | $4 367 000 000  | 44          | [ 21 ]                       |
| Haikui              | 1 de agosto – 11               | Tufão                      | 130 km/h                        | 965 hPa (28.50 inHg)  | Japão, Filipinas, China                        | $5 922 620 000  | 115         | [ 193 ] [ 21 ]               |
| Kirogi              | 3 de agosto – 10               | Tempestade tropical severa | 95 km/h                         | 990 hPa (29.23 inHg)  | Japão                                          | Nenhum          | Nenhum      |                              |
| TD                  | 9 de agosto – 11               | Depressão tropical         | Não definido                    | 1008 hPa (29.77 inHg) | Nenhum                                         | Nenhum          | Nenhum      |                              |
| Kai-tak (Helen)     | 12 de agosto – 18              | Tufão                      | 120 km/h                        | 970 hPa (28.64 inHg)  | Filipinas, China, Vietnam, Laos                | $765 000 000    | 38          | [ 194 ] [ 195 ] [ 21 ]       |
| Tembin (Igme)       | 17 de agosto – 30              | Tufão                      | 150 km/h                        | 950 hPa (28.05 inHg)  | Filipinas, Taiwan, China, Japão, Coreia do Sul | $8 250 000      | 10          | [ 196 ] [ 197 ] [ 198 ]      |
| Bolaven (Julian)    | 19 de agosto – 29              | Tufão muito forte          | 185 km/h                        | 910 hPa (26.87 inHg)  | China, Japão, Coreia, Sibéria                  | $3 586 290 000  | 96          | [ 199 ] [ 200 ] [ 21 ]       |
| TD                  | 23 de agosto – 24              | Depressão tropical         | Não definido                    | 1008 hPa (29.77 inHg) | Penínsual da Coreia                            | Nenhum          | Nenhum      |                              |
| Sanba (Karen)       | 10 de setembro – 18            | Tufão violento             | 205 km/h                        | 900 hPa (26.58 inHg)  | Palau, Japão, Coreia, China, Sibéria           | $378 800 000    | 6           |                              |
| TD                  | 10 de setembro – 13            | Depressão tropical         | 55 km/h                         | 1006 hPa (29.71 inHg) | Japão                                          | Nenhum          | Nenhum      |                              |
| Jelawat (Lawin)     | 20 de setembro – 1 de outubro  | Tufão violento             | 205 km/h                        | 905 hPa (26.72 inHg)  | Filipinas, Taiwan, Japão                       | $27 400 000     | 2           |                              |
| Ewiniar             | 23 de setembro – 30            | Tempestade tropical severa | 95 km/h                         | 985 hPa (29.09 inHg)  | Ilhas Marianas, Japão                          | Nenhum          | Nenhum      |                              |
| Maliksi             | 29 de setembro – 4 de outubro  | Tempestade tropical severa | 95 km/h                         | 985 hPa (29.09 inHg)  | Guam, Ilhas Marina, Japão                      | Nenhum          | Nenhum      |                              |
| Gaemi (Marce)       | 29 de setembro – outubro 7     | Tempestade tropical severa | 95 km/h                         | 990 hPa (29.23 inHg)  | Filipinas, Vietnam, Camboja, Tailândia         | $4 100 000      | 5           | [ 189 ]                      |
| Prapiroon (Nina)    | 5 de outubro – 19              | Tufão muito forte          | 165 km/h                        | 940 hPa (27.76 inHg)  | Japão                                          | Nenhum          | 1           |                              |
| Maria               | 13 de outubro – 20             | Tempestade tropical severa | 95 km/h                         | 990 hPa (29.23 inHg)  | Ilhas Marianas, Japão                          | Nenhum          | Nenhum      |                              |
| Son-Tinh (Ofel)     | 21 de outubro – 30             | Tufão muito forte          | 155 km/h                        | 945 hPa (27.91 inHg)  | Palau, Filipinas, China, Vietname              | $775 500 000    | 42          | [ 189 ] [ 21 ] [ 201 ]       |
| 25W                 | 12 de novembro – 15            | Depressão tropical         | 55 km/h                         | 1004 hPa (29.65 inHg) | Malásia, Vietname                              | Nenhum          | Nenhum      |                              |
| Bopha (Pablo)       | 25 de novembro – 9 de dezembro | Tufão muito forte          | 185 km/h                        | 930 hPa (27.46 inHg)  | Ilhas Carolinas, Palau, Filipinas              | $1 160 000 000  | 1 901       | [ 202 ] [ 203 ] [ 204 ]      |
| Wukong (Quinta)     | 24 de dezembro – 29            | Tempestade tropical        | 75 km/h                         | 998 hPa (29.47 inHg)  | Filipinas, Vietname                            | $5 480 000      | 20          | [ 205 ]                      |
| Totais da temporada |                                |                            |                                 |                       |                                                |                 |             |                              |
| 34 sistemas         | 13 de janeiro – 29 de dezembro |                            | 205 km/h                        | 900 hPa (26.58 inHg)  |                                                | $20 796 388 000 | 2,486       |                              |